# 109 Tauri
109 Tauri è una stella visibile in direzione della costellazione del Toro. È una gigante gialla di classe G8 III con una magnitudine apparente di +4.96. Si trova all'incirca a 206 anni luce dalla Terra ed è classificata come una stella variabile.
109 Tauri è talvolta soggetta ad occultazioni da parte della Luna. L'ultima occultazione lunare è stata visibile il 10 dicembre 2011.